# Росляков, Василий Петрович
Васи́лий Петро́вич Росляко́в (1921—1991) — русский советский писатель.

## Биография
Родился 17 марта 1921 года в Ставропольском крае, по разным сведениям — в Прикумске или рядом с ним, в селе Архангельское.
В 1939 году поступил в МИФЛИ. В 1941 году ушёл на фронт, был литсотрудником газеты «Партизанская правда». Член КПСС с 1945 года.
После войны продолжил учёбу и в 1950 году окончил филологический факультет МГУ. В 1953 году защитил кандидатскую диссертацию на тему «Советский послевоенный очерк». Член правления СП РСФСР (1975—1990). До 1981 года вёл в Литературном институте семинар прозы.
Стал известен благодаря повести «Один из нас» (1962), написанной в русле военной прозы 60-х годов. В персонажах повести узнаются поэты, погибшие на войне: Павел Коган, Михаил Кульчицкий, Николай Майоров, причём автор сам сообщает, кто именно послужил прототипом. С этой повестью сюжетно связаны также романы «Последняя война» и «Утро».
Скончался в Москве 6 декабря 1991 года (также указывается день смерти — 1 декабря). Похоронен на Донском кладбище Москвы.

## Награды
- орден Отечественной войны 2-й степени (11.03.1985)
- орден «Знак Почёта» (25.03.1971)
- медали

## Память
Ставропольским краевым отделением Союза писателей России совместно с администрацией Будённовска учреждена литературная премия имени Василия Рослякова.

## Сочинения
- Советский послевоенный очерк, 1956
- Последняя война. Трилогия (издание в одном томе: 1987)
  - Один из нас, 1962
  - Последняя война, 1974
  - Утро, 1985
- Обыкновенная история, 1963 (повесть о трагической любви в форме переписки «доказывает тонкость психологического чутья писателя, ярко демонстрирует его сжатый, выразительный стиль»[4])
- Недавние встречи // «Октябрь», 1964, № 8
- Красные березы, 1966
- От весны до весны, 1967 (роман о событиях на журфаке МГУ во время десталинизации)
- Первая встреча // «Новый мир», 1972, № 1
- Добрая осень // «Новый мир», 1974, № 7
- Витенька, 1981
- Чужое и своё // «Новый мир», 1984, № 1

## Экранизации
- 1964 — Первый снег (реж. Борис Григорьев), по мотивам повести «Один из нас».
- 1964 — Страницы первой любви (реж. Марк Орлов), по повести «Обыкновенная история».